# Moksja (taal)
Het Moksja (мокшень кяль, mokšeń käĺ) is een van de twee gestandaardiseerde varianten van het Mordwiens.

## Verwantschap
Het Moksja wordt gesproken in het westen van de Russische deelrepubliek Mordovië. De taal is zeer nauw verwant aan het Erzja. Door taalkundigen worden het Erzja en het Moksja vaak gezien als twee varianten van één pluricentrische taal. Samen staan ze bekend als het Mordwiens. Het is een Oeraalse taal. Hogerop is de taal onder meer verwant aan het Hongaars, het Fins en het Ests.

## Toestand
Het Mordwiens heeft naar schatting 750.000 sprekers. Het Moksja is met ongeveer 250.000 moedertaalsprekers de kleinere variant. Veel jongeren in de steden spreken de taal slecht of helemaal niet. Omdat de lessen op school meestal alleen in het Russisch worden gegeven, bestaan er weinig mogelijkheden om de taal literair te ontwikkelen. Het aantal sprekers neemt gestaag af en op termijn dreigt de taal uit te sterven. In het kader van het programma RUS-MINORITIES is door de Raad van Europa, de Europese Commissie en Rusland in Mordovië tussen 2009 en 2012 een viertal projecten uitgevoerd die tot doel hebben het Erzja en Moksja te ondersteunen.

## Klankleer
|             | labiaal | labiaal | dentaal | dentaal | dentaal | dentaal | post- alveolaar | post- alveolaar | palataal | palataal | velaar | velaar |
| —           | —       | labiaal | pal.    | pal.    |         |         | post- alveolaar | post- alveolaar | palataal | palataal | velaar | velaar |
| ----------- | ------- | ------- | ------- | ------- | ------- | ------- | --------------- | --------------- | -------- | -------- | ------ | ------ |
| nasaal      |         | m       |         | n       |         | nʲ      |                 |                 |          |          |        |        |
| plosief     | p       | b       | t       | d       | tʲ      | dʲ      |                 |                 |          |          | k      | ɡ      |
| affricaat   |         |         | ts      |         | tsʲ     |         | tɕ              |                 |          |          |        |        |
| fricatief   | f       | v       | s       | z       | sʲ      | zʲ      | ʂ               | ʐ               | ç        |          | x      |        |
| approximant |         |         | l̥       | l       | l̥ʲ      | lʲ      |                 |                 |          | j        |        |        |
| vibrant     |         |         | r̥       | r       | r̥ʲ      | rʲ      |                 |                 |          |          |        |        |

|          | voor | centraal | achter |
| -------- | ---- | -------- | ------ |
| gesloten | i    | ɨ        | u      |
| midden   | e    | ə        | o      |
| open     | æ    |          | ɑ      |

## Schrift
Het Moksja maakt gebruik van het cyrillisch schrift. In de jaren 30 werd een Latijns alfabet gecreëerd, maar dat is in de praktijk nooit gebruikt.
| А а | Б б | В в | Г г | Д д | Е е | Ё ё | Ж ж | З з | И и | Й й |
| К к | Л л | М м | Н н | О о | П п | Р р | С с | Т т | У у | Ф ф |
| Х х | Ц ц | Ч ч | Ш ш | Щ щ | Ъ ъ | Ы ы | Ь ь | Э э | Ю ю | Я я |